# Epitaph für Matthias Dechler und Anna Brog

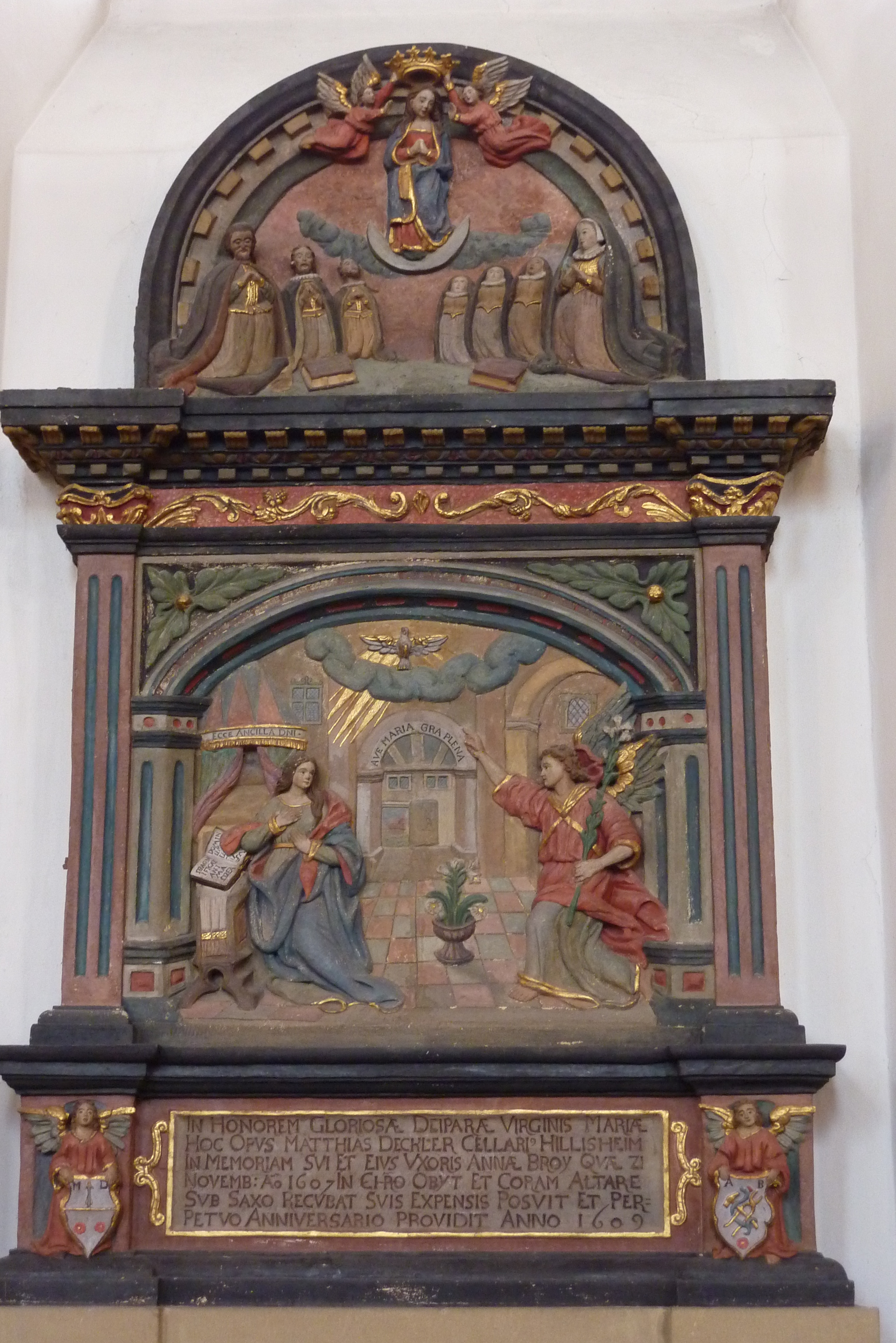
Epitaph in Hillesheim

Das Epitaph für Matthias Dechler und Anna Brog in der katholischen Pfarrkirche St. Martin (1852/53 errichtet) in Hillesheim, einer Stadt im Landkreis Vulkaneifel in Rheinland-Pfalz, wurde 1609 geschaffen.
Das Epitaph aus Sandstein wurde aus dem 1852 abgebrochenen Vorgängerbau der heutigen Kirche übernommen. Es diente zugleich als Altaraufsatz und wurde vom kurtrierischen Keller zu Hillesheim Matthias Dechler gestiftet. Im oberen Abschluss ist der kniende Stifter mit Frau († 1607) und fünf Kindern vor Maria dargestellt, die von zwei Engeln gekrönt wird.
Ernst Wackenroder schreibt im Jahr 1928: 

„In zierlicher Flachbogenarchitektur eine Verkündigung; über dem antikisierenden Gesims ein halbrunder Ausatz mit der Familie des Stifters … Zur Seite der Sockelinschrift Engelchen mit dem Stifterwappen.“